# Mecyclothorax bicolor
Mecyclothorax bicolor är en skalbaggsart som beskrevs av Sharp 1903. Mecyclothorax bicolor ingår i släktet Mecyclothorax och familjen jordlöpare. Inga underarter finns listade i Catalogue of Life.